# Яворський Василь Іванович
Васи́ль Іва́нович Яво́рський (29 грудня 1875 (10 січня 1876), Кам'янець-Подільський — 20 вересня 1974, Ленінград, нині Санкт-Петербург) — російський і радянський геолог і палеонтолог українського походження, дослідник вугільних родовищ.
Доктор геолого-мінералогічних наук (1935). Професор. Заслужений діяч науки і техніки РРФСР (1962). Герой Соціалістичної Праці (1971). Лауреат Сталінської премії (1946).

## Біографія
Василь Яворський народився у передмісті Кам'янця-Подільського. Під впливом розмов із колишнім штейгером, який на схилі літ оселився в Кам'янці-Подільському, Василь виявив бажання стати гірником.
Усупереч волі батьків юнак покинув Кам'янець-Подільський і став працювати забійником на копальні «Нивка» Сосновицького товариства в Домбровському гірничозаводському басейні. 1898 року закінчив гірниче училище в Домброві (нині місто Домброва-Гурнича на півдні Польщі).
1913 року закінчив Петербурзький гірничий інститут. Його вчителем був Леонід Іванович Лутугін.
Після закінчення інституту працював у Геологічному комітеті (пізніше Всесоюзний науково-дослідний інститут).
31 травня 1921 року Яворського заарештували в Петрограді у зв'язку з «таганцевською справою» (серед розстріляних пізніше в цій справі був поет Микола Гумільов). 30 липня 1921 року Максим Горький письмово звернувся в ЧК з проханням «зробити розпорядження про терміновий допит Миколи Федоровича Погребова та Василя Івановича Яворського та швидке звільнення в разі їх невиновності». Після клопотання професора Миколи Миколайовича Яковлєва, який був знайомий із Надією Крупською та письмово звернувся до неї з проханням звільнити лояльних до радянської влади геологів, та записки Леніна від 23 серпня 1921 року Яворського звільнили.
Основні праці присвячено геології вугільних родовищ і палеонтології. Був одним із провідних дослідників Кузбасу.
Нагороджено трьома орденами Леніна, двома іншими орденами, медалями.
Помер учений на 99-му році життя. Поховано Яворського на Волковому кладовищі в Ленінграді (нині Санкт-Петербург) поруч із могилою його вчителя — Леоніда Лутугіна.

## Праці
- «Кузнецький кам'яновугільний басейн» (1927, у співавторстві з Павлом Бутовим) — премія імені Миколи Пржевальського від Географічного товариства СРСР.
- «Stromatoporoidea Радянського Союзу» (частини 1—5, 1955–1967).
- «Нарис з історії геологічного дослідження Кузнецького басейну» (1962).
- «Тектоніка Кузнецького басейну» (1985).